# Бондаренко Едуард Леонідович
Бондаренко Едуард Леонідович (*20 червня 1970) — український географ-картограф, доктор географічних наук, професор кафедри геодезії та картографії Київського національного університету імені Тараса Шевченка.

## Біографія
Народився 20 червня 1970 року в місті Києві. Закінчив географічний та економічний факультети Київського університету. 1997 року закінчив аспірантуру університету. З 1993 року працює у Київському університеті інженером, у 1997–2002 роках молодшим науковим співробітником науково-дослідної лабораторії картографії та геоінформатики, пізніше асистентом, 2002–2011 роках доцентом, з 2011 року професором. Кандидатська дисертація «Картографічне моделювання стану та розвитку інфекційної захворюваності населення України» захищена у 1997 році, докторська дисертація «Геоінформаційне еколого-географічне картографування: теорія і практика досліджень» захищена у 2008 році.
Викладає дисципліни: «Цифрова картографія», «Топографія з основами геодезії та картографії», «Топографія з основами геодезії», «Картографія», «Організація та управління виробництвом», «Картографічне моделювання техногенних факторів суспільно-географічних процесів», «Інвестиційний менеджмент», «Картографічне моделювання суспільно-географічних процесів», «Медико- та еколого-географічне картографування», «Телекомунікаційна картографія». Відповідальний секретар редакційної колегії збірки наукових праць «Картографія та вища школа».

## Наукові праці
Автор та співавтор 55 наукових праць в галузі географічної картографії. Основні праці:
1. Загальна медична географія. — К., 1998 (у співавторстві).
2. Економіка та організація картографічного виробництва. — К., 1999.
3. Автоматизація картографічних робіт. — К., 2000.
4. Картографічні ресурси Інтернет. — 2001 (у співавторстві).
5. Геоінформаційне еколого-географічне картографування: Монографія. — К., 20052007.
6. Телекомунікаційна картографія. — К., 2012 (у співавторстві).
7. Географічні інформаційні системи: навчальний посібник. — К., 2012.